# Aplocheilus lineatus
Aplocheilus lineatus è un pesce d'acqua dolce tropicale appartenente alla famiglia Aplocheilidae, un tempo facente parte della famiglia Cyprinodontidae.

## Distribuzione e habitat
Questo pesce è diffuso in tutta l'India centro-meridionale e in Sri Lanka  in ambienti estremamente variati: dai torrenti di montagna ai laghi artificiali ed ai fiumi del piano fino a raggiungere le acque salmastre.

## Descrizione

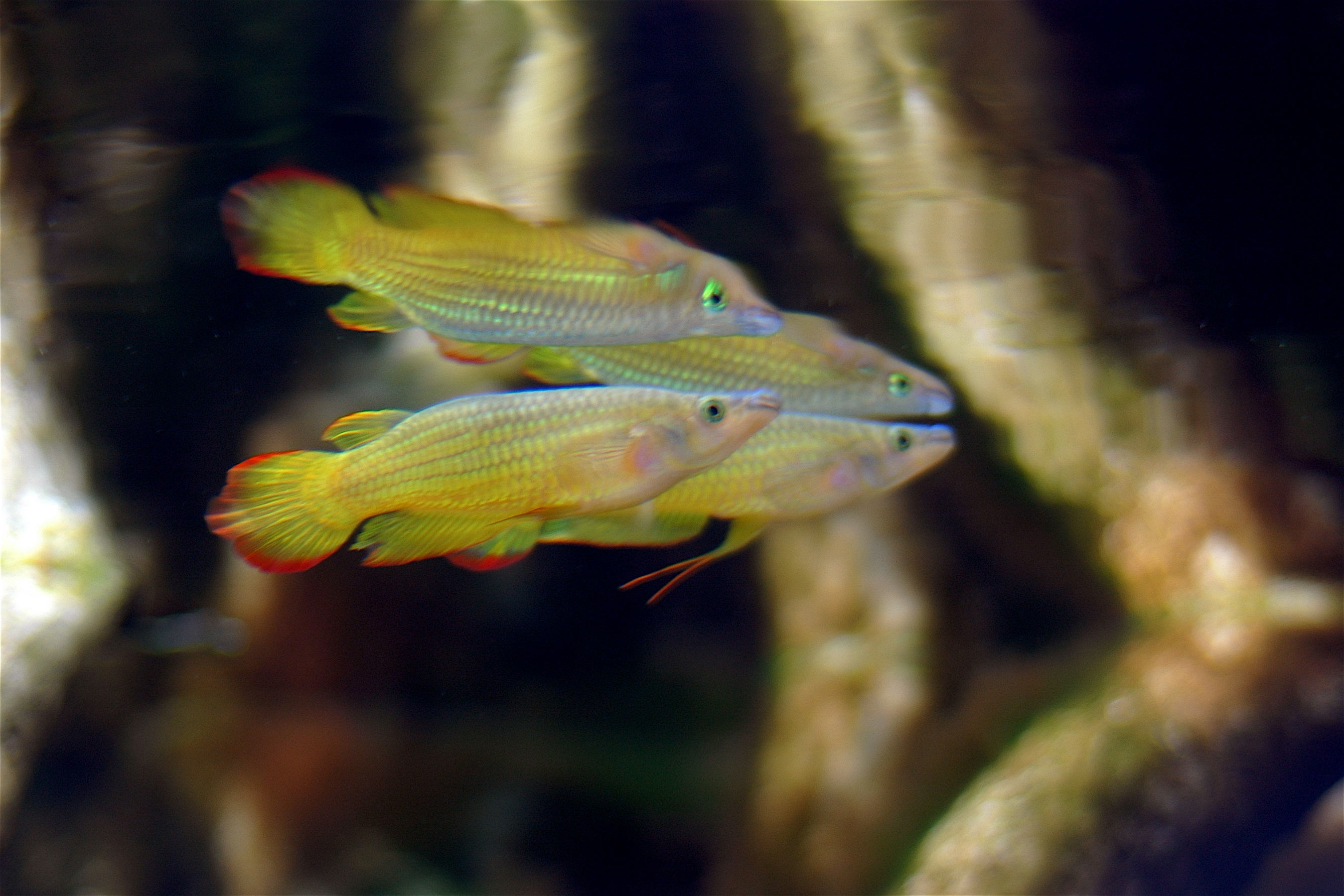
Due maschi

A. lineatus raggiunge una lunghezza massima di 10 cm ed ha la classica conformazione corporea dei pesci di superficie: dorso piatto, pinna dorsale arretrata e bocca grande rivolta in alto. Esistono diverse livree con colorazioni differenti: una forma presenta colore di fondo grigio rossiccio con lobi della pinna caudale rosso vivo e corpo percorso da linee di punti chiari, un'altra (rappresentata anche in foto qui nel tassobox) vede maschi e femmine dai riflessi giallo vivo, il maschio con colore decisamente più vivace. Una chiara differenza tra i sessi è rappresentata dalle pinne addominali: nelle femmine sono larghe ed appuntite, nei maschi sono più strette. Questi inoltre possono avere delle linee scure verticali sul corpo. 

## Comportamento
Vive negli strati superiori dell'acqua. È un buon saltatore.

## Riproduzione
I maschi diventano aggressivi nel periodo riproduttivo. Compiono un corteggiamento singolare, stendendo le pinne e muovendosi vicino alla femmina. Le uova vengono deposte sulla vegetazione e lo sviluppo embrionale è compreso in un periodo che va dai 15 giorni alla durata di circa un mese.

## Alimentazione
Si nutre soprattutto di insetti caduti in acqua ma può scendere nelle fasce medie dell'acquario per catturare invertebrati bentonici. In cattività presenta tendenze cannibali

## Acquariofilia
È comune negli acquari poiché non essendo un killifish stagionale, è una specie poco esigente, facile da allevare e riprodurre.